# 小野光景

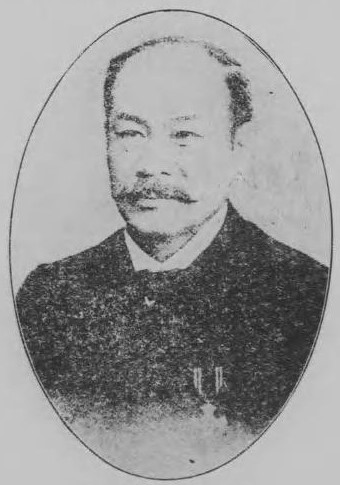
小野光景

小野 光景（おの みつかげ、弘化2年3月15日（1845年4月21日） - 大正8年（1919年）9月18日）は近代日本の実業家、政治家。幼名、彦太郎。

## 経歴

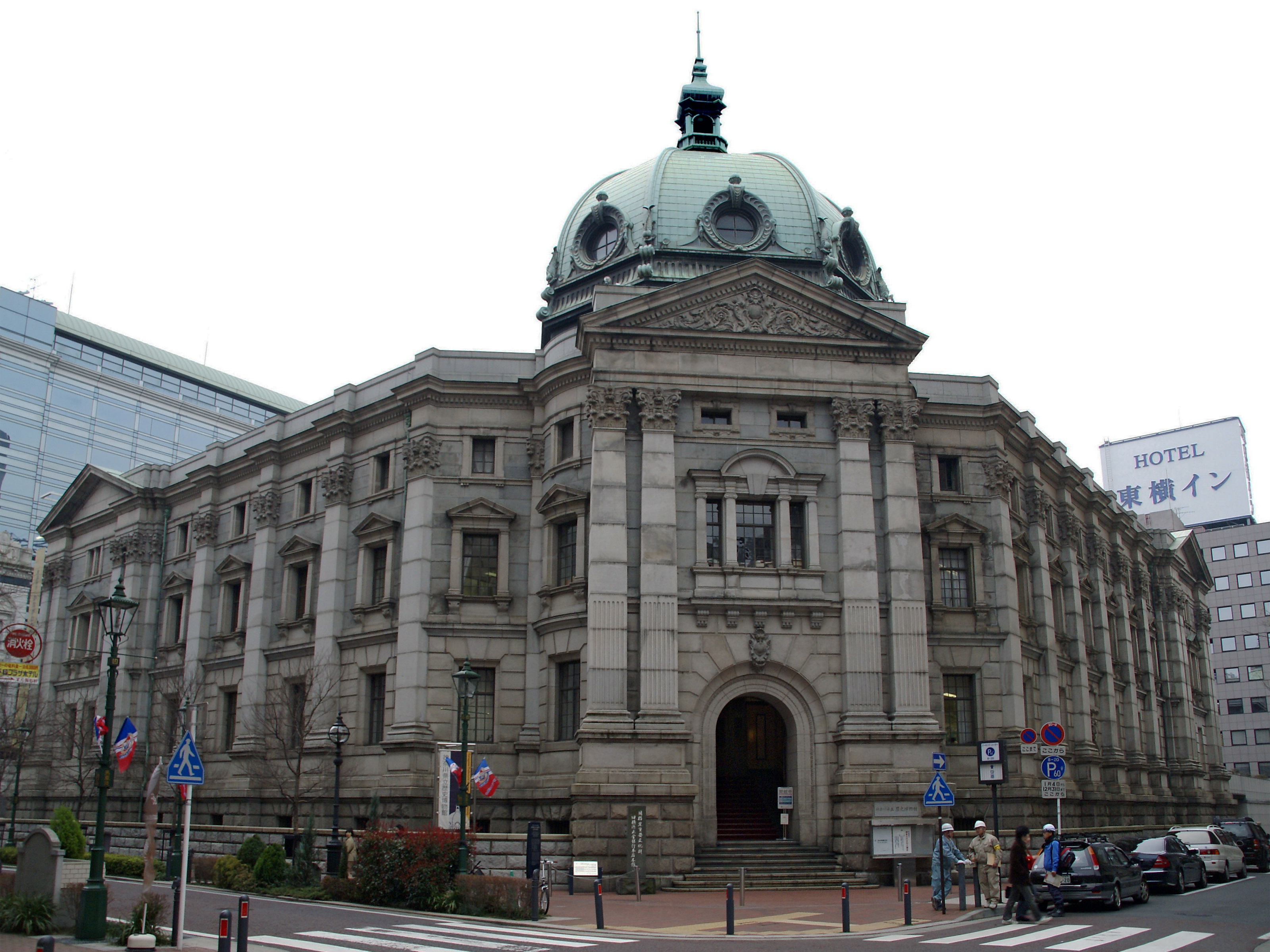
旧横浜正金銀行本店（現神奈川県立歴史博物館）

信濃国伊那郡小野村（天領、現長野県上伊那郡辰野町）の名家、小野兵右衛門光賢の子として生まれ、高遠藩の藩校・進徳館で学ぶ。明治15年（1882年）、横浜商業高校の前身にあたる横浜商法学校を創立。翌16年（1883年）、絹糸輸出商社の小野商店を創業。その後横浜正金銀行（東京銀行の前身）頭取、横浜商工会議所会頭などを歴任。郷里の小野で小野駅の開設や、私財を投じての学校、図書館、病院等の建設に貢献した。
1910年（明治43年）神奈川県多額納税者として補欠選挙で貴族院多額納税者議員に互選され、同年2月7日に就任し1918年（大正7年）9月28日まで在任した。
大正8年（1919年）、恩賜財団済生会に5万円を寄付した功により紺綬褒章を賜与され、受章の第1号となった。

## 家族・親族
妹あいは横浜船渠専務、横浜商工会議所副会頭などを務めた来栖壮兵衛に嫁いだ。壮兵衛の長男、すなわち光景の甥が太平洋戦争勃発時の特命駐米全権大使だった来栖三郎であり、その長男である来栖良の長女は元プロ野球選手・監督の星野仙一に嫁いだ。
光景の次男哲郎の妻は旧子爵稲葉正縄の長女。正縄の長男である稲葉正凱の妻が会津松平家元当主松平保男の次女（松平の長女は旧伯爵大村純毅に、四女は徳川慶喜の孫である徳川慶光にそれぞれ嫁いだ）であるため、松平家・徳川家を通して小野家は天皇家の係累となっている。徳川慶光の次女真佐子は通産大臣などを歴任した平沼赳夫に嫁いだが、平沼赳夫の養父平沼騏一郎は戦時中の内閣総理大臣であるため、小野家は旧華族や政治家の家系ともつながりを持つことになった。

## 参考資料
- 『貴族院要覧（丙）』昭和21年12月増訂、貴族院事務局、1947年。
- 「横浜正金銀行のあゆみ」神奈川県立博物館
- 衆議院・参議院編『議会制度百年史 - 貴族院・参議院議員名鑑』1990年。